# Bataille de Hoorn
guerre des Hameçons et des Cabillauds
La bataille de Hoorn était une bataille livrée le 22 août 1426 pendant les querelles des Hameçons et des Cabillauds,. Les belligérants étaient d'une part, l'armée bourguignonne dirigée par Philippe le Bon, soutenue par les membres du parti des Cabillauds des Frisons de l'Ouest (au total environ 20 000 hommes), et d'autre part une petite armée de rebelles de Kennemer (du parti Hameçon), dirigée par Willem Nagel (nl), aidée par une petite armée envoyée par Jacqueline de Hainaut (estimée de 6000 à 10 000 hommes au total).

## Contexte
En 1426, les fermiers du parti Hameçon du Kennemer se révoltèrent contre Philippe le Bon et les villes alliées au parti des Cabillauds. Ce mouvement était motivé par les taxes élevées et la récolte ratée en raison des conditions météorologiques caniculaires. Des milliers de rebelles ont pillé des maisons et des églises et assiégé des villes comme Haarlem. À l'origine, Jacqueline de Hainaut n'avait rien à voir avec les fermiers du Kennemer, mais en raison des succès qu'ils ont remportés, elle utilisa leur action dans sa lutte contre Philippe et le parti des Cabillauds, les aidant ainsi lors du siège d'Haarlem. Un incident est alors survenu avec Jan Lambertsz. Cruyf, le fils du maire de Hoorn, qui aurait insulté Jacqueline lors d'une visite d'affaires à Gouda et qui fut condamné à mort pour cela - son exécution ayant suscité un fort sentiment d'horreur dans sa ville d'origine - semble avoir été l'une des raisons pour lesquelles Hoorn prit le parti des Cabillauds après le soutien précédent aux Hameçons.
Fin juillet, Philippe arriva à Alkmaar, où les insurgés du Kennemer séjournaient après la capture de la ville. Les insurgés ne combattirent pas, mais brûlèrent les trois quarts de la ville et s'enfuirent vers l'est et la Frise occidentale. Lorsque le terrible incendie d'Alkmaar fut éteint, Philippe retira les privilèges urbains de la cité et marcha avec son armée sur Hoorn.

## La bataille
Philippe le Bon disposait d'une armée de 20 000 hommes, dont une troupe d'archers picards. Les insurgés du Kennemer, dirigés entre autres par Willem Nagel, attaquèrent juste au sud-est de Hoorn (il est probable que ce soit sur la hauteur de l'actuelle Berkhout). Philippe était accompagné par 1 500 partisans Cabillauds qui, dirigés par Jean de Villiers, arrivèrent par ailleurs et aidèrent la ville de Hoorn en attaquant une centaine de soldats Kennemer qui assiégeaient les portes. Lorsque ce groupe fut éliminé, Jean de Villiers et ses hommes réintégrèrent le gros des troupes de Philippe. La bataille aurait été de courte durée - l'armée du Kennemer était sans chef militaire aguerri et inférieure en nombre. Philippe ordonna à ses archers d'assaillir le camp ennemi. Les insurgés, incapables de répondre à cette manœuvre stratégique, prirent immédiatement la fuite. En voyant cela, Philippe donna aussitôt l'ordre d'une attaque frontale, ce qui élimina les rebelles et la révolte. Le chef des insurgés, Willem Nagel, fut tué d'une flèche. 
Une petite troupe envoyée par Jacqueline aida les insurgés du Kennemer, même si elle-même n'était pas présente sur le champ de bataille. Après avoir appris la déroute et la fin de la bataille, elle se retira dans la cité de Gouda, son quartier général.

## Fin de la bataille et conséquences
Toutes les bannières ennemies capturées sur place ont été remises comme trophées à Hoorn, où elles ont été accrochées dans la Grande église (nl). Les insurgés survivants des troupes du Kennemer ont tous été arrêtés et pendus sur ordre de Philippe le Bon, le 13 septembre 1426 à Amsterdam.